# Johan Nordling
Johan Nordling (pseudonym Halvor Grip), född 20 oktober 1863 i Uppsala, död 9 maj 1938, var en svensk författare. 

## Biografi
Nordling var son till professor Johan Teodor Nordling och Sofia Lindahl. Han var 1905–1915 gift med konstnären Gerda Nordling född Ramberg (1875–1942). 
Han blev student vid Uppsala universitet 1881 med kemi som huvudämne. Han gav redan vid 17 års ålder ut sin första diktsamling. Han bestämde sig snart att lämna både kemin och Uppsala och begav sig till Stockholm, där han 1886–1887 var medarbetare i Dagens Nyheter. Åren 1886–1906 var han redaktionssekreterare och 1906–1915 huvudredaktör och utgivare av Idun och 1896-1902 dessutom redaktionssekreterare för den illustrerade ungdomstidskriften Kamraten. 
Av alla hans böcker blev, om än inte den mest lovprisade så den absolut mest populära Siljan, en bok om Sveriges hjärta (2 band 1907). Romanen är en romantisk, på gränsen till pekoral skildring av Dalarna och hembygdsrörelsens framväxt, där alla karaktärerna lånat inspiration från verkliga samtidspersoner – vilket säkert bidrog till populariteten. Huvudpersonen Sten Stålfelt är Gustaf Ankarcrona, hans näre vän Karl-Olof Borgman är Karl-Erik Forsslund, Bagar Lars av Jones Mats, som byggde upp Leksands hembygdsgårdar, Leonard Vrede är Anders Zorn, "Agneta och Märta Bure" är Maria och Ottilia Adelborg, Lars Sonne Carl Larsson och så vidare.
Nordling var själv turist i Leksand under somrarna runt 1900 och 1904–1905 köpte han en stuga i byn Skeberg, där en mindre koloni av Stockholmsintellektuella sedan utvecklades. Nordling är även känd som författare till scoutsången.

### Redaktörskap
- Kamraten : illustrerad tidning för Sveriges ungdom. Stockholm: Kamraten. 1896-1902. Libris 2091135
- Idun. Stockholm: Idun. 1906-1915. Libris 400904. http://www.ub.gu.se/kvinn/digtid/07/